# Phelan Hill
Phelan Hill, född den 21 juli 1979 i Bedford i Storbritannien, är en brittisk roddare.
Han tog OS-brons i åtta med styrman i samband med de olympiska roddtävlingarna 2012 i London.
Vid de olympiska roddtävlingarna 2016 i Rio de Janeiro tog han guld i åtta med styrman.